# Honanotherium
Honanotherium – wymarły rodzaj ssaków kopytnych z rodziny żyrafowatych. Żyło w późnym miocenie. Zamieszkiwało dzisiejsze Chiny. Odnaleziono je w prowincji Hunan. Być może był to przodek dzisiejszej żyrafy. Przypominało ją, ale było nieco krótsze.

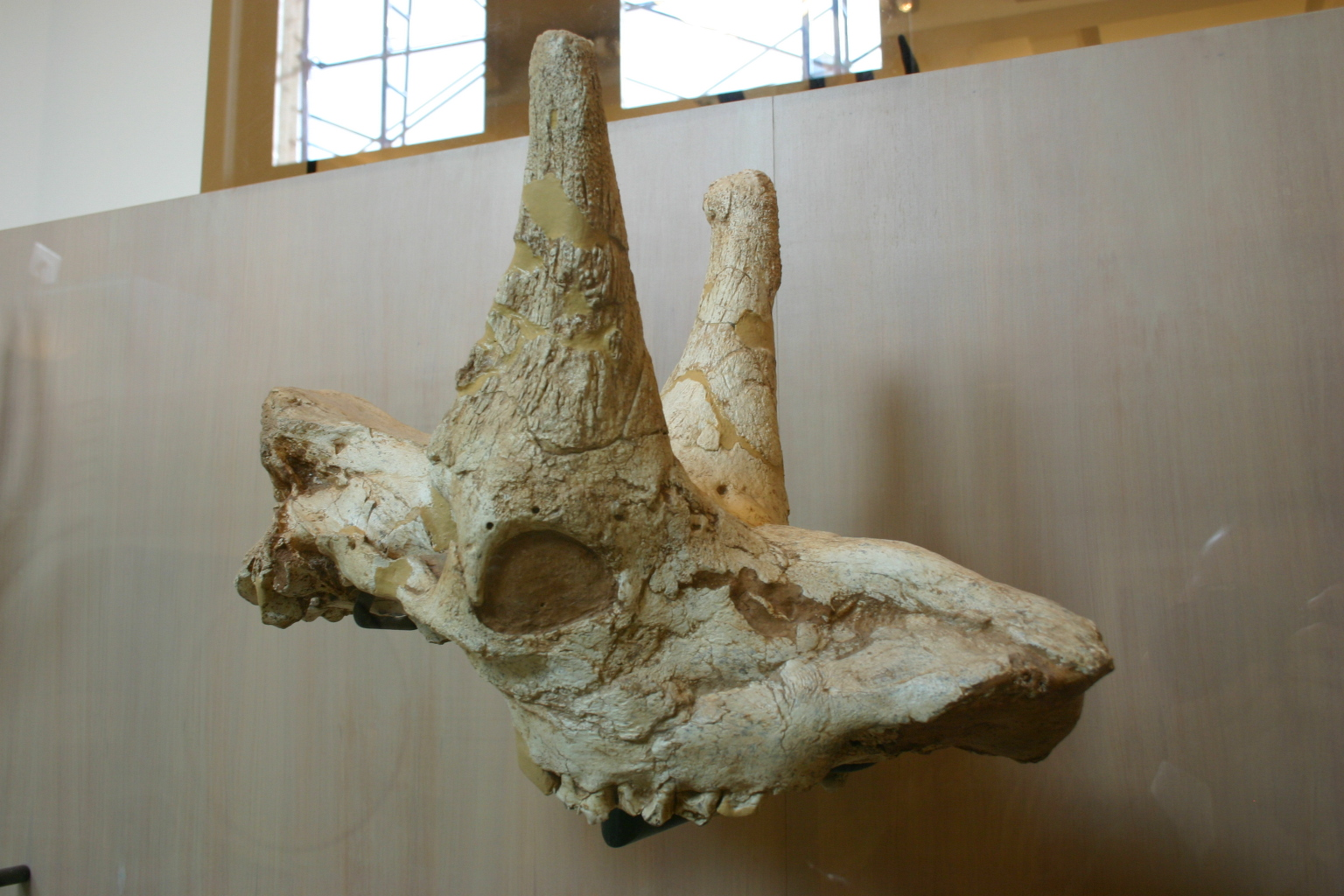
Czaszka

## Nazwa
Nazwa rodzajowa wywodzi się od wspomnianej już chińskiej prowincji Hunan, gdzie odnaleziono jego szczątki. Oznacza więc ona "bestię z Hunan". Epitet gatunkowy odnosi się natomiast do nazwiska badacza, M. Schlossera, niemieckiego paleontologa, który specjalizował się w badaniach prehistorycznych żyraf.